# Бліссфілд
Бліссфілд (англ. Blissfield) — парафія в Канаді, у провінції Нью-Брансвік, у складі графства Нортамберленд.

## Населення
За даними перепису 2016 року, парафія нараховувала 451 особу, показавши скорочення на 10,0%, порівняно з 2011-м роком. Середня густина населення становила 0,4 осіб/км².
З офіційних мов обидвома одночасно володіли 10 жителів, тільки англійською — 440.
Працездатне населення становило 45,1% усього населення, рівень безробіття — 31,2% (29,4% серед чоловіків та 25% серед жінок). 90,6% осіб були найманими працівниками, а 9,4% — самозайнятими.
Середній дохід на особу становив $29 948 (медіана $23 488), при цьому для чоловіків — $37 153, а для жінок $23 141 (медіани — $32 768 та $18 325 відповідно).
40% мешканців мали закінчену шкільну освіту, не мали закінченої шкільної освіти — 28,6%, 31,4% мали післяшкільну освіту, з яких 18,2% мали диплом бакалавра, або вищий.
| Статево-вікова структура населення | Статево-вікова структура населення | Статево-вікова структура населення | Статево-вікова структура населення | Статево-вікова структура населення |
| ---------------------------------- | ---------------------------------- | ---------------------------------- | ---------------------------------- | ---------------------------------- |
|                                    |                                    |                                    |                                    |                                    |
| Всього                             | Всього                             | 50,0%                              |                                    |                                    |
| 0 — 14 років                       | 0 — 14 років                       |                                    | 11,1%                              | 11,1%                              |
| 15 — 64 років                      | 15 — 64 років                      |                                    | 61,1%                              | 61,1%                              |
| 65 і більше                        | 65 і більше                        |                                    | 27,8%                              | 27,8%                              |
| 85 і більше                        | 85 і більше                        |                                    | 3,3%                               | 3,3%                               |
| Середній вік (років)               | Середній вік (років)               | 50,048,9                           | 49,4                               | 49,4                               |
| Медіана (років)                    | Медіана (років)                    | 54,554,9                           | 54,8                               | 54,8                               |
| — чоловіки — жінки                 |                                    |                                    |                                    |                                    |

| Походження мешканців:     | Походження мешканців:     | Походження мешканців: | Походження мешканців: | Походження мешканців: |
| ------------------------- | ------------------------- | --------------------- | --------------------- | --------------------- |
| Походження                |                           |                       | осіб                  | %                     |
| Корінні американці        | Корінні американці        |                       | 20                    | 5.06%                 |
| Інше північноамериканське | Інше північноамериканське |                       | 270                   | 68.35%                |
| Європейське               | Європейське               |                       | 210                   | 53.16%                |
| британське                | британське                |                       | 195                   | 49.37%                |
| французьке                | французьке                |                       | 30                    | 7.59%                 |

| Зайнятість населення за галузями (за класифікацією NOC): | Зайнятість населення за галузями (за класифікацією NOC): | Зайнятість населення за галузями (за класифікацією NOC): | Зайнятість населення за галузями (за класифікацією NOC): | Зайнятість населення за галузями (за класифікацією NOC): |
| -------------------------------------------------------- | -------------------------------------------------------- | -------------------------------------------------------- | -------------------------------------------------------- | -------------------------------------------------------- |
|                                                          |                                                          |                                                          |                                                          |                                                          |
| Управління                                               | Управління                                               |                                                          | 6,3%                                                     | 6,3%                                                     |
| Бізнес, фінанси та адміністрування                       | Бізнес, фінанси та адміністрування                       |                                                          | 12,5%                                                    | 12,5%                                                    |
| Природничі та прикладні науки                            | Природничі та прикладні науки                            |                                                          | 6,3%                                                     | 6,3%                                                     |
| Охорона здоров'я                                         | Охорона здоров'я                                         |                                                          | 6,3%                                                     | 6,3%                                                     |
| Освіта, правозахист, муніципальні та урядові служби      | Освіта, правозахист, муніципальні та урядові служби      |                                                          | 12,5%                                                    | 12,5%                                                    |
| Роздрібна торгівля та послуги                            | Роздрібна торгівля та послуги                            |                                                          | 18,8%                                                    | 18,8%                                                    |
| Гуртова торгівля, транспорт та обладнання                | Гуртова торгівля, транспорт та обладнання                |                                                          | 25%                                                      | 25%                                                      |
| Природні ресурси, сільське господарство                  | Природні ресурси, сільське господарство                  |                                                          | 9,4%                                                     | 9,4%                                                     |
| Виробництво                                              | Виробництво                                              |                                                          | 9,4%                                                     | 9,4%                                                     |

## Клімат
Середня річна температура становить 4,5°C, середня максимальна – 23,2°C, а середня мінімальна – -17,6°C. Середня річна кількість опадів – 1 159 мм.
| Клімат поселення                              | Клімат поселення | Клімат поселення | Клімат поселення | Клімат поселення | Клімат поселення | Клімат поселення | Клімат поселення | Клімат поселення | Клімат поселення | Клімат поселення | Клімат поселення | Клімат поселення | Клімат поселення |
| Показник                                      | Січ.             | Лют.             | Бер.             | Квіт.            | Трав.            | Черв.            | Лип.             | Серп.            | Вер.             | Жовт.            | Лист.            | Груд.            |                  |
| Середній максимум, °C                         | −4,22            | −2,46            | 2,97             | 9,39             | 16,61            | 22,16            | 23,16            | 22,23            | 17,15            | 11,12            | 4,92             | −2,88            |                  |
| Середня температура, °C                       | −10,9            | −9,15            | −3,7             | 2,72             | 9,95             | 15,50            | 18,82            | 17,92            | 12,84            | 6,81             | 0,59             | −7,19            |                  |
| Середній мінімум, °C                          | −17,56           | −15,8            | −10,38           | −3,96            | 3,27             | 8,82             | 14,52            | 13,61            | 8,52             | 2,48             | −3,74            | −11,52           |                  |
| Норма опадів, мм                              | 102              | 75               | 86               | 84               | 113              | 98               | 105              | 96               | 95               | 100              | 110              | 95               |                  |
| Середньомісячна швидкість вітру, м/с          | 3.46             | 3.49             | 3.70             | 3.60             | 3.32             | 2.90             | 2.60             | 2.50             | 2.70             | 3.10             | 3.29             | 3.40             |                  |
| Середньомісячна сонячна радіація, кДж/м²·день | 5238             | 8655             | 12351            | 15369            | 18253            | 20235            | 19831            | 17458            | 13031            | 8194             | 4838             | 4007             |                  |
| --------------------------------------------- | ---------------- | ---------------- | ---------------- | ---------------- | ---------------- | ---------------- | ---------------- | ---------------- | ---------------- | ---------------- | ---------------- | ---------------- | ---------------- |
| Джерело:                                      |                  |                  |                  |                  |                  |                  |                  |                  |                  |                  |                  |                  |                  |